# Kauko Räsänen
Kauko Kalervo Räsänen, född 23 februari 1926 i Suistamo, död 10 september 2015  i Esbo, var en finländsk skulptör, en av den abstrakta skulpturens pionjärer i Finland.
Räsänen utbildade sig vid Finska konstföreningens ritskola 1946–1950. Hans verk finns på flera affärspalats och offentliga byggnader på olika håll i landet, bland annat märks ytterdörrarna i brons på Hanaholmens kulturcentrum i Esbo (1975), marmorskulpturen Framtid (1957) i Andelsbankernas centralbanks huvudkontor, III kanalen i Rundradions tv-studio i Helsingfors (1966), altarreliefen i Kervo kyrka (1978) och tipsbolaget Veikkaus halvsekelminnesmärke (1990). Han väckte uppmärksamhet med den djärvt utformade metallskulpturen Ängel (1960), som gav upphov till en konflikt innan den 1966 slutgiltigt kunde resas på en kyrkogård i Lauritsala.
Räsänen ägnade sig under senare år nästan helt åt medaljkonsten, bland annat som utformare av olika jubileumsmedaljer, av vilka han gjorde drygt 190.
Räsänen fungerade bl.a. som lärare på arkitektavdelningen vid Tekniska högskolan i Helsingfors och  var konstnärsprofessor 1979–1984.

## Utmärkelser
- Finlands Olympiska förtjänstmedalj,  2 december 1952[2]
- Finlands Olympiska förtjänstkors av 2 klass,  2 december 1952[2]
- Pro Finlandia-medaljen av Finlands Lejons orden,  6 december 1963[3]
- J. Sanford Saltus Medal Award,  1986[4]
- Riddartecknet av I klass av Finlands Vita Ros’ orden,  6 december 1989[5]
- Kommendörstecknet av Finlands Lejons orden,  6 december 2010[6]

[Redigera Wikidata]

### Uppslagsverk
- Räsänen, Kauko i Uppslagsverket Finland (webbupplaga, 2012). CC-BY-SA 4.0